# 귀추법
귀추법(歸推法, 영어: abduction)은 가정을 선택하는 추론의 한 방법으로써, 만약 사실이라면 관계있는 증거를 가장 잘 설명할 것 같은 가정을 선택하는 방법이다. 귀추법에 의한 논증은 주어진 사실들로부터 시작해서 가장 그럴듯한 혹은 최선의 설명을 추론한다.
아리스토텔레스의 분석론 전서 제2권 25장에 '아파고게'라는 이름으로 등장했던 논증형태를 미국의 철학자이자 기호학자인 찰스 샌더스 퍼스가 귀추법이라고 명명했다. 또는 가추법(가설적 추론), 또는 최선의 설명으로의 추론(inference to the best explanation).

## 연역법, 귀납법, 귀추법
연역법연역적 추론(Deductive reasoning)은 {\displaystyle b}가 {\displaystyle a}의 형식 논리적 결과일 때만, {\displaystyle a}로부터 {\displaystyle b}를 추론하는 방법이다. 즉, 연역법은 가정의 결과를 이끌어내는 과정을 말한다. 가정이 참이라고 주어졌을 때, 타당한 연역 추론은 결과가 참이라는 것을 보장한다. 예를 들어 "위키는 누구나 수정할 수 있다" ({\displaystyle a_{1}}) 와 "위키피디아는 위키이다" ({\displaystyle a_{2}})가 주어졌을 때, "위키피디아는 누구나 수정할 수 있다" ({\displaystyle b}) 가 뒤따른다.
귀납법귀납적 추론(Inductive reasoning)은 {\displaystyle b}가 반드시 {\displaystyle a}로부터 뒤따르지 않더라도, {\displaystyle a}로부터 {\displaystyle b}를 추론하는 방법이다. {\displaystyle a}는 {\displaystyle b}를 받아들이기 위한 아주 좋은 이유가 될 수 있지만, 반드시 {\displaystyle b}를 보장하지는 않는다. 예를 들어, 이때까지 관찰된 모든 백조가 하얗다면, 귀납적으로 모든 백조가 하얗다고 추론하는 것은 그럴싸하다. 전제로부터 이끌어낸 결론을 믿을 좋은 이유가 있지만, 결론의 참을 보장하지 못한다. (실제로, 어떤 백조는 까맣다는 것이 발견되었다)
귀추법귀추적 추론(Abductive reasoning)은 {\displaystyle a}를 {\displaystyle b}의 설명으로 추론하는 방법이다. 이 추론의 결과로, 귀추법은 결과 {\displaystyle b}로부터 전제조건 {\displaystyle a}가 추론되도록 한다. 연역 추론과 귀추법은 "{\displaystyle a}는 {\displaystyle b}를 수반한다"라는 규칙을 이용해 추론할 때 방향이 다르다.
이처럼, 귀추법은 후건긍정의 오류와 형식적으로 동일한데, 왜냐하면 {\displaystyle b}에 대해서 여러 개의 가능한 설명이 있을 수 있기 때문이다. 예를 들어 당구 게임에서, 우리를 향해 움직이는 여덟 개의 공을 관찰한 뒤에, 큐볼이 여덟 개의 공을 다 쳤다고 귀추할 수 있다. 큐볼의 타격이 여덟 공의 움직임을 설명하는 것이다. 이것이 우리의 관찰을 설명하는 가설이 되는 것이다. 여덟 공의 움직임에 대한 많은 가능한 설명이 주어졌을 때, 우리의 귀추는 큐볼이 여덟 공을 실제로 다 쳤는지 확신을 주지 않지만, 그 환경에서의 상황을 알 수 있도록 하기 때문에 유용하다. 우리가 관찰한 모든 물리적 절차에 대해서 아주 많은 설명이 가능함에도 불구하고, 우리는 그 환경에서의 상황을 더 잘 파악하고 다른 가능성을 무시하기 위해서 이런 절차에 대한 하나의 설명 (또는 적은 수의 설명)을 귀추하는 경향이 있다. 적절히 사용하면, 귀추적 추론은 베이지안 통계에서 사전 확률을 구하는데 유용하게 쓰일 수 있다.
연역법과 달리, 그리고 귀납법과 약간 비슷하게, 귀추법은 해당 형식 체계에서 정확하지 않은 결과를 생성할 수 있다. 하지만 발견적 방법(heuristic)에서 여전히 유용하고, 특히 {\displaystyle b}를 발생시키는 여러 다른 원인들의 확률을 알고 있다면 더욱 유용하다.

## 같이 보기
- 추론
- 연역 추론
- 귀납 추론
- 논리